# North Ford Causeway

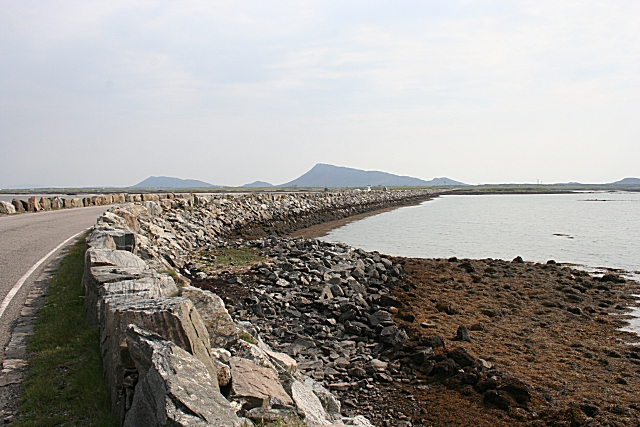
De North Forth Causeway vanuit Benbecula gezien

De North Ford Causeway is een dam die de Britse eilanden Benbecula en North Uist (Buiten-Hebriden) met elkaar verbindt. De dam heeft een totale lengte van circa vijf kilometer en is gelegen in de zeestraat North Ford, een deel van de Atlantische Oceaan. Halverwege tipt de dam nog net het eiland Grimsay aan. De South Ford Causeway verbindt Benbecula vervolgens in het zuiden met South Uist. Deze 800 meter lange dam is geopend in 1982.

## Bouw
De North Ford Causeway is in drie jaar gebouwd en op 17 september 1960 door Queen-mom Elizabeth Bowes-Lyon geopend. De dam werd alleen gedurende eb opgebouwd. Vanwege de geringe waterdiepte was een vaarverbinding niet aan de orde. In de dam is 350.000 ton breuksteen verwerkt.

## Verkeer
Over de dam loopt de A865, de verbindingsweg tussen Noord- en Zuid-Uist. Er zijn op regelmatige afstanden, passeerstroken aangebracht waar verkeer elkaar kan passeren.